# Elipsometrija
Elipsometríja je ena najbolj točnih nedestruktivnih optičnih metod za določanje optičnih značilnosti tankih plasti ali vrhnih slojev večplastnih snovi. Omogoča točno merjenje lomnega količnika, koeficienta absorpcije in debeline posamezne plasti. Merjene debeline so lahko manjše od nanometra ali pa debele več mikrometrov. Ime izvira iz dejstva, da se pri merjenju uporabi eliptično polarizirano svetlobo. Metodo je leta 1888 prvi opisal Paul Drude. Prva omemba besede elipsometrije se je pojavila leta 1945 v angleščini. Pri elipsometriji se meri spremembe v polarizaciji, ki nastanejo pri odboju svetlobe na vzorcu. Svetlobo z znano polarizacijo se usmeri na vzorec, kjer interagira z vzorcem, zaradi česar se ji spremeni polarizacija. Spremembo polarizacije se opiše z relativno spremembo amplitude in faze valovanja.
Elipsometer je glavna optična naprava v elipsometriji.
Za razmah elipsometrije je bil potreben razvoj računalniško nadzorovanih komponent, ki so čas zajema meritev močno skrajšale in povečale točnost. Danes se metodo uporablja na različnih področjih, med drugim za proučevanje sončnih celic, svetlečih diod (LED) ali tankoplastnih tranzistorjev, ki so sestavljeni iz zapletenih večplastnih struktur. Največja pomanjkljivost elipsometrije je potreba po optičnem modelu vzorca in modeliranju podatkov. Algoritmi za prilagajanje so lahko zelo nestabilni, poleg tega so rezultati močno odvisni od izbire optičnega modela vzorca in izhodiščnih predpostavk. Na sliki se vidi shematsko postavitev elipsometra PCSA, katerega matematična obravnava je opisana v nadaljevanju.

## Osnovna načela
Elipsometrične meritve se izvajajo tako, da se merijo spremembe v polarizaciji svetlobe pri prehodu skozi vzorec. Opazuje se lahko odbito ali prepuščeno svetlobo. V splošnem je vpadna svetloba eliptično polarizirana in stanje polarizacije se lahko zapiše kot seštevek dveh med sabo pravokotnih linearno polariziranih valov. Vsak od valov ima svojo amplitudo, med njima je fazni zamik. Razcep na dve polarizaciji je nujen, saj za vsako smer polarizacije veljajo drugi robni pogoji, ki so pomembni pri upoštevanju Fresnelovih enačb. V virih se najde več načinov za označevanje smeri polarizacije, tukaj se zgleduje po delu Michaelisa in soavtorjev. Ena komponenta se imenuje p-polarizirano valovanje (ponekod TM – transverzalno magnetno valovanje), drugo pa s-polarizirano valovanje (ponekod TE – transverzalno električno valovanje).
Za opis spremembe polarizacije se uporabljata količini {\displaystyle \psi \,} in {\displaystyle \Delta \,}. Spremenljivka {\displaystyle \psi \,} je razmerje med amplitudama p-polarizirane in s-polarizirane odbite svetlobe, {\displaystyle \Delta \,} pa podaja fazni zamik med obema polarizacijama. Vpeljemo razmerje kompleksnih odbojnostnih koeficientov {\displaystyle \rho \equiv \tan \psi \exp(i\Delta )={\frac {r_{p}}{r_{s}}}\,}, pri čemer so kompleksni odbojni koeficienti preko Fresnelovih enačb povezani z dielektričnimi lastnostmi snovi: 
{\displaystyle r_{p}\equiv {\frac {E_{rp}}{E_{ip}}}={\frac {n_{t}\cos \theta _{i}-n_{i}\cos \theta _{t}}{n_{t}\cos \theta _{i}+n_{i}\cos \theta _{t}}}\!\,,}
{\displaystyle r_{s}\equiv {\frac {E_{rs}}{E_{is}}}={\frac {n_{i}\cos \theta _{i}-n_{t}\cos \theta _{t}}{n_{i}\cos \theta _{i}+n_{t}\cos \theta _{t}}}\!\,.}
V zgornjih enačbah se lahko prepuščeni kot {\displaystyle \theta _{t}\,} izrazi z vpadnim kotom {\displaystyle \theta _{i}\,}, povezana sta prek lomnega zakona {\displaystyle n_{i}\sin \theta _{i}=n_{t}\sin \theta _{t}\,}, pri čemer sta {\displaystyle n_{i}} in {\displaystyle n_{t}} lomna količnika snovi. 
Grafi prikazujejo teoretični izračun kotne odvisnosti {\displaystyle \psi \,} in {\displaystyle \Delta \,} za mejo zrak-YBa2Cu3O7-x pri valovni dolžini {\displaystyle \lambda =400\ {\hbox{nm}}}. Vrednost kompleksnega lomnega količnika je {\displaystyle N=1.67+2i}. Oblika funkcij velja splošno, iz slike pa je razvidno, da je elipsometrija najbolj občutljiva v okolici Brewstrovega kota.

## Optična interferenca na tankih filmih
Za potrebe pretvorbe izmerjenih količin v optične lastnosti snovi v elipsometriji se sestavi optični model, ki služi kot idealiziran model vzorca. Najenostavnejši model vzorca je sestavljen iz substrata in tanke plasti. Naj bo {\displaystyle N_{0}} lomni količnik zraka, {\displaystyle N_{1}} lomni količnik tanke plasti in {\displaystyle N_{2}} lomni količnik substrata. Pri majhni absorpciji valovanja v tanki plasti pride do pojava optične interference, saj se na meji med substratom in tankim filmom del svetlobe odbije in interferira z neodbito svetlobo. Fazni zamik, ki nastane pri prehodu svetlobnega valovanja skozi plast debeline {\displaystyle d}, je:
{\displaystyle \beta ={\frac {2\pi d}{\lambda }}{\sqrt {N_{1}^{2}-N_{0}^{2}\sin ^{2}(\theta _{0})}}},
pri čemer je  {\displaystyle \theta _{0}\,} vpadni kot, {\displaystyle \lambda } pa valovna dolžina vpadne svetlobe.
Na sliki je prikazana pot žarka skozi tanko plast. Odbojni koeficient primarnega odbitega žarka se označi z {\displaystyle r_{01}}. Na vsaki meji med plastema se del svetlobe odbije in del prepusti. Vsak žarek ima drugačen fazni zamik, saj so optične poti posameznih žarkov različne. Vse prejšnje prehode žarka se upošteva tako, da se zaporedno pomnožijo amplitudni koeficienti, ki opišejo prehod skozi posamezno plast in odboj na meji med plastema. Celotno odbito valovanje se zapiše kot neskončno vsoto žarkov:
{\displaystyle r_{012}=r_{01}+t_{01}t_{10}r_{12}e^{-i2\beta }+t_{01}t_{10}r_{12}^{2}e^{-i4\beta }+...\ .}
Zgornji zapis je geometrična vrsta oblike {\displaystyle y=ar+ar^{2}+ar^{3}+...}, ki se prepiše v {\displaystyle y=a/(1-r)}.
Koeficient odbojnosti za celotno valovanje je torej {\displaystyle r_{012}={\frac {r_{01}+r_{12}e^{-i2\beta }}{1+r_{01}r_{12}e^{-i2\beta }}}.}
Enačbo se zapiše posebej za s-polazirirano in p-polarizirano valovanje:
{\displaystyle r_{012,p}={\frac {r_{01,p}+r_{12,p}e^{-i2\beta }}{1+r_{01,p}r_{12,p}e^{-i2\beta }}},\qquad r_{012,s}={\frac {r_{01,s}+r_{12,s}e^{-i2\beta }}{1+r_{01,s}r_{12,s}e^{-i2\beta }}}.}
Odbojnost gostote energijskega toka valovanja je realna in merljiva količina. Zanjo velja:
{\displaystyle R_{p}=\left|r_{012,p}\right|^{2},\qquad R_{s}=\left|r_{012,s}\right|^{2}.}
Pri snovi z več plastmi se zgornji postopek razširi, uporabi se Fresnelove enačbe v splošni obliki, ki veljajo med poljubnima plastema z zaporednima indeksoma {\displaystyle j} in {\displaystyle k}:
{\displaystyle r_{j\rightarrow k,p}={\frac {N_{k}\cos \theta _{j}-N_{j}\cos \theta _{k}}{N_{k}\cos \theta _{j}+N_{j}\cos \theta _{k}}},\qquad r_{j\rightarrow k,s}={\frac {N_{j}\cos \theta _{j}-N_{k}\cos \theta _{k}}{N_{j}\cos \theta _{j}+N_{k}\cos \theta _{k}}}.}

## Matrični opis elipsometrije
Pri meritvah v elipsometriji se uporablja različne optične komponente. Njihov vpliv na polarizacijo se najlažje matematično opiše s sistemom matrik in vektorjev. Celoten sistem se opiše kot zmnožek vseh matrik optičnih komponent in matrike vzorca.

### Transformacija koordinatnega sistema
Zasuk optičnih elementov okrog osi {\displaystyle z} za kot {\displaystyle \alpha }, pri čemer je os {\displaystyle z} definirana v smeri širjenja svetlobnega žarka, se bo zapisal z matriko {\displaystyle \mathbf {R} }. Koordinatni sistem {\displaystyle xy} je namreč priročneje zasukati v lastne koordinate vsakega od optičnih elementov. Lastne koordinate se označi z {\displaystyle x'} in {\displaystyle y'}. Poljubno točko {\displaystyle P(E_{x},E_{y})} se zapiše z dvema koordinatama: {\displaystyle E_{x'}=E_{x}\cos \alpha +E_{y}\sin \alpha ,}{\displaystyle E_{y'}=-E_{x}\sin \alpha +E_{y}\cos \alpha .}
Kot {\displaystyle \alpha } se meri nasproti smeri urinega kazalca.Transformacijo se zapiše v obliki množenja z matriko:
{\displaystyle \mathbf {E'} =\mathbf {R} (\alpha )\ \mathbf {E} ,} kjer je{\displaystyle \mathbf {R} (\alpha )=\left[{\begin{array}{ccc}\cos \alpha &\sin \alpha \\-\sin \alpha &\cos \alpha \end{array}}\right].}

### Jonesovi vektorji in matrike
Z Jonesovimi matrikami se opisuje prehod svetlobnega valovanja skozi optične elemente. Stanje polarizacije svetlobnega valovanja opisujeta dve lastni valovanji, ki nihata vzopredno v smereh {\displaystyle \mathbf {e_{x}} } in {\displaystyle \mathbf {e_{y}} }. Jonesov vektor je sestavljen iz obeh valovanj:
{\displaystyle \mathbf {E} (z,t)=\left[{\begin{array}{ccc}|E_{x}|\exp(i(\omega t-Kz+\delta _{x}))\\|E_{y}|\exp(i(\omega t-Kz+\delta _{y}))\end{array}}\right]=\exp(i(\omega t-Kz))\left[{\begin{array}{ccc}|E_{x}|\exp(i\delta _{x})\\|E_{y}|\exp(i\delta _{y})\end{array}}\right]=}
{\displaystyle =\exp(i(\omega t-Kz))\exp(i\delta _{y})\left[{\begin{array}{ccc}|E_{x}|\exp[i(\delta _{x}-\delta _{y})]\\|E_{y}|\end{array}}\right]}
Jonesov vektor se normalizira s pogojem, da je skupni svetlobni tok {\displaystyle I=1}. 
Svetlobni tok je potem: {\displaystyle I=I_{x}+I_{y}=|E_{x}|^{2}+|E_{y}|^{2}=E_{x}E_{x}^{*}+E_{y}E_{y}^{*}.}

### Ničelna elipsometrija z elipsonetrom PCSA
Navadno je elipsometer sestavljen iz polarizatorja (P), kompenzatorja (C), vzorca (S) in analizatorja (A), skrajšano PCSA, pri čemer so komponente krmiljene računalniško. V nadaljevanju se bo obravnavalo to postavitev, za vse tipe elipsometrov pa velja podobna izpeljava. Za svetlobni izvor pri spektroskopski elipsometriji se uporablja ksenonska visokotlačna svetilka, za katero so nameščeni monokromatski filtri.
Med meritvijo se vrti posamezne optične komponente in išče zaporedje kotov, pri katerem analizator ne prepušča svetlobnega toka: {\displaystyle I_{A}=0=k\cdot \mathbf {E_{A}} \mathbf {E_{A}^{*}} ,}kjer je {\displaystyle I_{A}} svetlobni tok na detektorju in {\displaystyle \mathbf {E_{A}} } vektor električnega polja pri analizatorju. Vsak prehod svetlobnega valovanja opiše Jonesova matrika, celotni prehod skozi elipsometer se zapiše kot zmnožek posameznih matrik: {\displaystyle \mathbf {E_{A}} =\mathbf {J_{n}} \cdot \mathbf {J_{n-1}} \cdots \mathbf {J_{1}} \cdot \mathbf {E_{0}} ,} kjer {\displaystyle \mathbf {E_{0}} } opiše svetlobno valovanje pri izvoru. Vsaka Jonesova matrika mora biti z obeh strani pomnožena s pripadajočo matriko za transformacijo koordinatnega sistema, saj so vsi optični elementi zasukani.
Za sistem PCSA pri ničelnemu toku velja pogoj: {\displaystyle \mathbf {E_{A}} =\mathbf {A\ R(A)\ S\ R(-C)\ C\ R(C)\ R(-P)\cdot E_{0}} =0.}
Uporabijo se matrike komponent in pridobi se pogoj:
{\displaystyle 0=r_{p}\cos A\left[\cos C\cos(P-C)-\rho _{c}\ \sin C\ \sin(P-C)\right]+}
{\displaystyle r_{s}\sin A\left[\sin C\cos(P-C)-\rho _{c}\ \cos C\ \sin(P-C)\right],}
kjer je {\displaystyle \rho _{c}} fazni zamik, ki ga ustvari kompenzator.
Pri meritvah kompenzatorju določijo kot {\displaystyle C=45^{\circ }} in fazni zamik {\displaystyle \delta =90^{\circ }}: 
{\displaystyle \rho \equiv {\frac {r_{p}}{r_{s}}}=\tan A\ {\frac {1-i\tan(P-45^{\circ })}{1+i\tan(P-45^{\circ })}}}
Uporabni sta še zvezi:
{\displaystyle e^{-i2\theta }={\frac {1-i\tan \theta }{1+i\tan \theta }},\qquad \rho =\tan \psi \exp(i\Delta ).}
Končni izraz, iz katerega se zapiše pogoje za {\displaystyle E_{A}=0}, je:
{\displaystyle \tan \psi \exp(i\Delta )=\tan(-A)\exp[i(-2P+90^{\circ })].}
Dve rešitvi za {\displaystyle \psi } in {\displaystyle \delta } sta:
{\displaystyle -A>0\rightarrow \psi =-A\quad \Delta =-2P+90^{\circ },}
{\displaystyle A>0\rightarrow \psi =A\quad \Delta =-2P-90^{\circ }.}
Kompenzator se lahko nastavi tudi na kot {\displaystyle C=-45^{\circ }}. Tako obstajata še dve rešitvi za pogoj {\displaystyle E_{A}=0}. V vsaki tako imenovani coni obstaja torej ena rešitev. Skupaj so to štiri lege komponent, pri katerih je svetlobni tok nič, vse izmerjene količine pa se izpovpreči, da se poveča točnost meritve.

## Optični model
Izmerjeni količini {\displaystyle \psi } in {\displaystyle \Delta } sami po sebi ne povesta kaj dosti o optičnih značilnostih snovi. Uporabiti je treba optični model, s katerim se izmerjeni količini pretvorita v optične značilnosti snovi. Model je lahko poljubno točen približek dejanski sestavi vzorca, modro je najprej uporabiti preprostejše modele, nato pa postopoma povečevati zapletenost modela. Najprej je treba določiti, ali je z vzorec sestavljen iz ene same plasti ali je večplasten. 
Oceniti je treba, ali so plasti izotropne ali anizotropne, homogene ali nehomogene. Odločiti se je treba tudi, ali se upošteva površinska hrapavost vzorca. Potrebna je tudi groba ocena za debelino posameznih plasti. Pri ocenah je v pomoč uporaba mikroskopa na atomsko silo (AFM 
 atomic force microscope) ali elektronskega mikroskopa (SEM 
 scanning electron microscope).
Optični model se, skupaj z izmerjenima {\displaystyle \psi } in {\displaystyle \Delta }, vstavi v izbrani algoritem za prilagajanje modela. Pri prilagajanju modela na meritve se uporablja neodvisno merilo za uspešnost modela FOM (figure of merit). 
Primerna izbira FOM je reduciran {\displaystyle \chi ^{2}}:
{\displaystyle \chi ^{2}={\frac {1}{N-M-1}}\sum {\frac {(\rho _{meritve}-\rho _{izracunan})^{2}}{\delta \rho ^{2}}},}
kjer je {\displaystyle N} število izmerkov, {\displaystyle M} število prostih parametrov in {\displaystyle \delta \rho } merska napaka posameznega izmerka. Če je po koncu prilagajanja {\displaystyle \chi ^{2}\approx 1}, je izbran model dober, {\displaystyle \chi ^{2}>>1}  kaže na slabo izbran model.
Za prilagajanje podatkov je treba izbrati stabilen algoritem. Za znanstvenike, ki se ukvarjajo z elipsometrijo, je prva izbira Levenberg-Marquard algoritem. Preiskušen je bil na mnogih modelih, ni pa povsem zanesljiv, saj poišče minimum, ki ni nujno globalni. Po koncu prilagajanja podatkov je zato nujno oceniti fizikalno smiselnost dobljenih rezultatov. Omenjeni algoritem je edini, ki sam preračuna negotovosti dobljenih rezultatov in korelacijo med parametri. 

### Približek efektivne plasti (Effective medium approximations)
Elipsometrija je zelo občutljiva merska tehnika. Hrapavost površine tako močno vpliva na sipanje svetlobnega valovanja na površini in lahko kaj hitro vodi v napačni končni rezultat. Z različnimi približki efektivne plasti (EMA  –  effective medium approximation) se lahko hrapave površine opiše kot nehomogeno zmes vzorca in okoliškega zraka. V elipsometriji se najpogosteje uporablja BEMA (Bruggemannova EMA), saj je empirično potrjena kot najboljši približek za množico različnih snovi. Natančnejša izpeljava je opisana v , tu bo zapisan le končni rezultat:
{\displaystyle \sum _{i}f_{i}{\frac {\epsilon _{i}-\epsilon }{\epsilon _{i}+2\epsilon }}=0,}
kjer je {\displaystyle f_{i}} je delež posamezne snovi v nehomogeni celoti, {\displaystyle \epsilon _{i}} dielektrična konstanta posamezne snovi in {\displaystyle \epsilon } povprečna dielektrična konstanta, ki jo čuti svetlobno valovanje na poti skozi nehomogeno snov. Iz enačbe se dobi {\displaystyle \epsilon }, optičnemu modelu pa se doda novo plast z debelino {\displaystyle d}.
Površinsko hrapavost se vključi v model tako, da se z BEMA združi zrak in vrhnjo plast vzorca v efektivno hrapavo plast. Tako dobljen {\displaystyle \epsilon } se vstavi v model. Povezava med debelino plasti BEMA in dejansko debelino hrapave plasti vzorca je za nekatere vrste vzorcev, predvsem silicijeve, dobro raziskana. V splošnem pa ni znana analitična povezava med debelinama, vendar raziskave kažejo na isti velikostni red. Z mikroskopom na atomsko silo se torej lahko samo oceni, ali je plast BEMA v modelu potrebna in kakšen je velikostni red mej za debelino plasti BEMA v modelu.{\displaystyle }